# Zařízení následné péče
Zařízení následné péče (pochází z anglického slova after-care) je sociální služba spadající do sociální prevence. Zařízení následné péče jsou někdy označována zkratkou TCF (Transitional Convalescent Facilities).

## Česká republika
Zákonné ukotvení služeb následné péče je v Česku v § 64 zákona č. 108/2006 Sb., o sociálních službách.
Tyto komplexní služby jsou poskytovány v průběhu léčebného programu nebo po jeho ukončení a například pomáhají klientovi dále abstinovat. Jedná se o klienty, kteří jsou závislí na návykových látkách a kteří absolvují nebo absolvovali některý z léčebných programů, nejčastěji se jedná o ústavní péči, nebo jsou to osoby, které abstinují bez předchozí odborné péče. Cílem této služby je udržení a podpoření žádoucích změn, ke kterým došlo v průběhu léčby. Důležité ovšem je, že klientům se ponechává odpovědnost za vlastní život. Poskytuje se pomoc i v oblasti ubytování, kde na omezenou dobu je klientům umožněné ubytování, popřípadě pomoc s dalšími věcmi, o které si klienti sami požádají.
Programů pro následnou péči je velká řada. Součástí těchto programů mohou být například krátké opakující se terapie, řízené nebo svépomocné skupiny, práce s klientovou rodinou, individuální poradenství, přímá pomoc poskytovaná zacvičeným dobrovolníkem apod.

### Cílová skupina
Služby následné péče jsou určeny pro klienty, kteří jsou po léčbě například drogové závislosti. Služby následné péče se mohou provádět i během ústavní nebo psychiatrické léčby.

### Místo provádění následné péče
Obce a kraje dbají na vytváření vhodných podmínek pro rozvoj sociálních služeb, zejména zjišťováním skutečných potřeb lidí a zdrojů k jejich uspokojení; kromě toho samy zřizují organizace poskytující sociální služby. Nestátní neziskové organizace a fyzické osoby, které nabízejí široké spektrum služeb, jsou rovněž významnými poskytovateli sociálních služeb.
Ministerstvo práce a sociálních věcí je nyní zřizovatelem pěti specializovaných ústavů sociální péče.

### Činnosti
Služby následné péče obsahují tyto základní činnosti:
1. sociálně terapeutické činnosti,
2. zprostředkování kontaktu se společenským prostředím,
3. pomoc při uplatňování práv, oprávněných zájmů a při obstarávání osobních záležitostí.[6]

Další poskytované činnosti jsou:
- poskytnutí ubytování,
- poskytnutí stravy nebo pomoc při zajištění stravy.

Služby následné péče a doléčovací centrum je klientům poskytována bezúplatně.